# Kieł (film 2014)
Kieł (ang. Tusk) − amerykańsko-kanadyjski niezależny body horror z elementami czarnej komedii z 2014 roku w reżyserii i według scenariusza Kevina Smitha. W rolach głównych wystąpili Michael Parks, Justin Long, Genesis Rodriguez, Haley Joel Osment i Johnny Depp. Zdjęcia kręcono w Charlotte w Karolinie Północnej, a także w Los Angeles i Santa Clarita.
Światowa premiera filmu odbyła się 6 września 2014 podczas MFF w Toronto.

## Fabuła
Film opowiada historię Wallace'a Brytona, podcastera, który jedzie do odizolowanego miejsca w Kanadzie aby przeprowadzić wywiad ze starszym mężczyzną, który rzekomo ma wiele interesujących przygód do opowiedzenia. Gdy dociera na miejsce, nieznajomy zaprasza go do swojego domu, częstuje herbatą i opowiada historie o morsie. Herbata usypia Wallace'a, a oprawca przekształca go w morsa.

## Obsada
- Michael Parks − Howard Howe
- Justin Long − Wallace Bryton
- Genesis Rodriguez − Ally Leon
- Haley Joel Osment − Teddy Craft
- Johnny Depp − Guy Lapointe
- Harley Morenstein − pracownik przygraniczny
- Ralph Garman − detektyw Frank Garmin
- Jennifer Schwalbach Smith − kelnerka
- Harley Quinn Smith − kasjerka #1
- Lily-Rose Depp − kasjerka #2

## Nagrody i wyróżnienia
- 2014, Fright Meter Awards:
  - nagroda Fright Meter w kategorii najlepszy aktor drugoplanowy (wyróżniony: Michael Parks)[5]
- 2015, Fangoria Chainsaw Awards:
  - nominacja do nagrody Chainsaw w kategorii najlepszy aktor (Justin Long; kandydat dopisany do listy)
  - nominacja do nagrody Chainsaw w kategorii najlepszy aktor drugoplanowy (Michael Parks)
  - nominacja do nagrody Chainsaw w kategorii najlepszy scenariusz (Kevin Smith; kandydat dopisany do listy)[6]